# Nalježići
Nalježići je naselje u Boki kotorskoj, u općini Kotor. 

## Stanovništvo

### Nacionalni sastav po popisu 2003.[1]
- Srbi - 95
- Crnogorci - 43
- Hrvati - 3
- Albanci - 1